# Ischnus sericeus
Ischnus sericeus là một loài tò vò trong họ Ichneumonidae.